# Xya londti
Xya londti är en insektsart som beskrevs av Günther, K.K. 1982. Xya londti ingår i släktet Xya och familjen Tridactylidae. Inga underarter finns listade i Catalogue of Life.